# Bertalan Szemere
Bertalan Szemere, född 27 augusti 1812 i Vatta, död sinnessjuk 18 januari 1869 i Budapest, var en ungersk jurist och politiker.
Szemere invaldes 1843 i lantdagen, där han anslöt sig till Lajos Kossuths anhängare, blev i mars 1848 inrikesminister och efter oavhängighetsförklaringen i april 1849 ministerpresident. Efter katastrofen vid Világos den 13 augusti samma år dolde han den ungerska kungakronan i marken vid Orsova och flydde till Turkiet, vistades sedan i Paris och London och återvände hem 1865. Hans samlade skrifter utgavs 1869–70 i två band.

## Fotnoter
1. ↑  Gemeinsame Normdatei, Deutsche Nationalbibliotheks katalog-id-nummer: 1190262017749153-1, läst: 15 oktober 2015.[källa från Wikidata]
2. ↑  Bibliothèque nationale de France, BnF Catalogue général : öppen dataplattform, id-nummer i Frankrikes nationalbiblioteks katalog: 12733846h, läst: 10 oktober 2015.[källa från Wikidata]
3. ↑  Szemere, Bartholomäus von, vol. 42, Biographisches Lexikon des Kaiserthums Oesterreich, s. 56.[källa från Wikidata]
4. ↑  Béla Pálmány, Béla Pálmány, Béla Pálmány (red.), Az 1848-1849. évi első népképviseleti országgyűlés történeti almanachja, Argumentum Kiadó, Ungerns parlament, 20022002, s. 844-845, ISBN 963-00-9540-8, läs online, läst: 18 juni 2024.[källa från Wikidata]
5. ↑  Béla Pálmány, Béla Pálmány, Béla Pálmány (red.), Az 1848-1849. évi első népképviseleti országgyűlés történeti almanachja, Argumentum Kiadó, Ungerns parlament, 20022002, s. 845, ISBN 963-00-9540-8, läs online, läst: 19 juni 2024.[källa från Wikidata]
6. 1 2  Ágnes Kenyeres (red.), Magyar életrajzi lexikon, Akadémiai Kiadó, 1967, 1969, 1981 och 1994, Magyar életrajzi lexikon-ID: ABC14240/14812, läs online, läst: 7 februari 2020.[källa från Wikidata]
7. ↑  József Bölöny & László Hubai, József Bölöny & László Hubai, Magyarország kormányai, femte utgåvan, Akadémiai Kiadó, 2004, s. 216, läst: 17 maj 2023.[källa från Wikidata]
8. ↑  Dániel Ballabás, József Pap & Judit Pál, Dániel Ballabás, József Pap & Judit Pál, Képviselők és főrendek a dualizmus kori Magyarországon, Líceum Kiadó, Líceum Kiadó, 20202020, s. 156, ISBN 978-963-496-144-4, läs online, läst: 17 maj 2023.[källa från Wikidata]
9. ↑  József Bölöny & László Hubai, József Bölöny & László Hubai, Magyarország kormányai, femte utgåvan, Akadémiai Kiadó, 2004, s. 250, läst: 6 oktober 2023.[källa från Wikidata]
10. ↑  József Bölöny & László Hubai, József Bölöny & László Hubai, Magyarország kormányai, femte utgåvan, Akadémiai Kiadó, 2004, s. 217, läst: 19 maj 2023.[källa från Wikidata]
11. ↑  József Bölöny & László Hubai, József Bölöny & László Hubai, Magyarország kormányai, femte utgåvan, Akadémiai Kiadó, 2004, s. 207, läst: 17 maj 2023.[källa från Wikidata]